# Глушко Федір Іванович
Фéдір Іва́нович Глушкó (6 вересня 1905, м. Шишаки, Полтавщина — 13 листопада 1973, Київ) — український бандурист.

## Біографія
Придбав бандуру в 1924 році та вступив в кобзарський ансамбль який керував Никифор Чумак. В 1925 р переїхав у Харків де вступив до Харківської капели бандуристів. Зустрічався та продовжував удосконалення свого мистецтва у І. Кучеренка.
У 1932 році закінчив диригентсько-хоровий відділ Полтавського музичного технікуму і став керувати ансамблем бандуристів при Харківській філармонії.
Після війни репресований.
Згодом став учасником Київської капели бандуристів. Видав збірку обробок дум для голосу в супроводі бандури. Композитор думи «Сліпий» та «Дума про Матір України». Упорядник збірки «Українські народні думи» (К. 1966).
Нагороджений медалями «За трудову відзнаку», «За доблесний труд».